# Roger Berruezo
Roger Berruezo Vivancos (n. Gerona, España; 29 de octubre de 1985) es un actor y cantante español. Actualmente, es una de las figuras más destacadas del Teatro musical tanto en Cataluña como en el resto de España. En el 2022 gana el premio Teatremusical.cat a mejor intérprete en un rol protagonista masculino por su interpretación de Robert en Company

## Biografía
En 2005 empezó a estudiar un módulo de grado superior de diseño gráfico en la escuela Massana de Barcelona y cambió sus estudios de diseño para estudiar interpretación en la escuela Coco Comin. Ha trabajado en teatro, cine y televisión por las principales productoras catalanas y españolas como Dagoll Dagom, Antena 3, Televisión Española, y Netflix.
Roger Berruezo inició sus estudios escénicos en la escuela Coco Comín de Barcelona, donde se forma en teatro, canto y danza con diversos profesionales del mundo de la interpretación. En 2008 se estrena en los escenarios de la capital catalana en el Teatre Coliseum con el espectáculo Què, el nou musical, interpretando al personaje de Àngel con libreto y letras de Àlex Mañas, música de Manu Guix, coreografías de Pedro del Rey y dirección de Àngel Llàcer donde también graba el doble disco del espectáculo editado por MG editors. Justo al finalizar el espectáculo en 2009 se incorporó a la gira española de Hoy no puedo levantar en el papel de Mario, el protagonista del espectáculo con música y letras de Nacho Cano y José Cano y coreografía de Tino Sánchez. También en 2009 hace su primera aparición en televisión en la serie Pelotas de Televisión española y posteriormente en la serie Águila Roja, también de televisión Española, donde interpretaba al personaje de Martín, el jardinero sobrino de Catalina enamorado de Irene. Ese mismo año actúa en el Teatre Lliure de Barcelona en El fascinant noi que treia la llengua quan feia treballs manuals interpretando al personaje de David con la dirección y la creación de Albert Espinosa. En 2010 es Óscar Reyes un personaje ambicioso, seductor y atractivo en Gavilanes, la serie de Antena 3 que llegó a obtener un 17,2% de share es decir 3.374.000 de espectadores.
En 2011 es Roc el protagonista de  Cop de Rock de Dagoll Dagom en el Teatre Victoria de Barcelona con libreto y dirección de Joan Lluís Bozzo, dirección musical de Xasqui y Toni Ten y las coreografías de Cristina Allande. Un espectáculo basado en las canciones del rock catalán de finales de la década de los ochenta y de los noventa. También graba el disco del espectáculo con la discográfica Música Global. La grabación alcanzó la cifra de 20.000 unidades vendidas y se convirtió en disco de oro.
En 2012 se estrena en el cine catalán de la mano de Ventura Pons con Mil cretins, basada en las historias de Quim Monzó, junto a Francesc Orella, Mar Ulldemolins, Clara Segura, Santi Millán, entre otros. El filme recibió dos nominaciones a los Premios Gaudí de la Academia del cine catalán e interpreta al personaje de Carlos en Grieta en la oscuridad.
El 2013 es uno de los personajes protagonistas, Black, de The wild party (La festa salvatge) en el Teatre Gaudí de Barcelona con la dirección musical Filippo Fanó y la dirección escénica de Anna Valldeneu y posteriormente se incorpora a la gira española de La Bella y la Bestia, interpretando al personaje de Gastón. Aquella fue una de las giras más exitosas de la temporada 2012-2013 en España después de haber estado del 2007 al 2009 en el Teatro Coliseum de Madrid y hasta el 2010 en el BTM de Barcelona.
En 2014 participa en Ciega a citas, la serie de televisión producida por Mediaset España y en 2015 Interpreta al personaje de Rai en la película Cómo sobrevivir a una despedida bajo la dirección de Manuela Burló Moreno.
En 2014 interpreta a Saïd, el protagonista masculino de Mar i cel, la obra más exitosa de Dagoll Dagom basado en la obra de Angel Guimerà y adaptado por Xavier Bru de Sala con música de Albert Guinovart y con dirección musical de Joan Vives y dirección escénica de Joan Lluís Bozzo. Donde también graba el doble CD editado por Discmedi y combina las funciones con la grabación de la serie Acacias 38 por Televisión Española.
En 2016 interpreta a Benny en RENT con la dirección musical de Miquel Tejada, la coreografía de Oscar Reyes y la dirección escénica de Daniel Anglès y en 2017 interpreta al Dr. Madden en Casi Normales (Next to normal) en Barcelona y en Madrid, producida por Nostromo Live con la dirección musical de Abel Garriga y Xavier Torras, las coreografías de Aixa Guerra y la dirección esénica de Luis Romero y en 2017 protagoniza Ghost, el musical en la Gran Vía de Madrid.
En 2019 interpreta al personaje de Borja en Lo dejo cuando Quiera dirigida por Carlos Therón.
En 2021 estrenó Les històries naturals de la compañía Lazzigags con música y dirección musical de Marc Sambola, coreografías de Montse Colomé, y dirección escénica de Miquel Agell, estrenó Fuimos canciones en Netflix y Company en el Teatro del Soho de Málaga donde interpreta al personaje de Paul y es cover de Robert el protagonista del espectáculo, dirigido por Antonio Banderas.
El 2022 interpreta a Edward en el musical Pretty Woman en el Teatre Apolo de Barcelona.
En 2023 firma contrato musical con el sello Fanátik de la discográfica Blanco & Negro. El 3 de junio de 2023 saca su primer sencillo en catalán: "Tornar a volar junts", con un videoclip grabado en el Pantano de Sau con unas espectaculares imágenes aéreas.
En 2023 sale a la duodécima temporada de la serie "Amar se para siempre" de Antena 3.

## Teatro
- Què, el nou musical, como Àngel (2008).
- Hoy no me puedo levantar, como Mario (2009).
- El fascinant noi que treia la llengua quan feia treballs manuals, como David (2009).
- Cop de Rock, como Roc (2011).
- The wild party (2013)
- La bella y la bestia, como Gastón (2013 reemplazando a Daniel Diges)
- Mar i Cel, como Saïd (2014/2015)
- Rent, el musical, como Benjamin ''Benny'' (2016)
- Casi normales, como Dr. Madden (2017)
- Ghost, el musical, como Sam (2019/2020)
- Les històries naturals (2021)
- Company, como Paul y Robert[15] (2021). Especaculo ganador del premio MAX al mejor espectáculo musical o lírico.[16] Premio Teatremusical.cat a mejor intérprete en un rol masculino protagonista por el personaje de Robert en Company.[17]
- Pretty Woman, el musical (2022)[18]
- Un Monstruo Viene a Verme (2024)[19]

## Conciertos
- Naturalment Onyric[20] Teatre Condal (2019).
- Historias jamás cantadas,[21] Teatre Condal (2021).
- Roger Berruezo en concert,[22] Teatre la Societat (2021).

## Cine
| Año  | Título                                | Personaje      | Dirección            |
| ---- | ------------------------------------- | -------------- | -------------------- |
| 2010 | Sin echarte de menos (Cortometraje)   | Novio de Anna  | Xavier Rull          |
| 2011 | Mil cretinos                          | Sergi          | Ventura Pons         |
| 2013 | Cop de rock                           | Roc            | Joan Lluís Bozzo     |
| 2013 | Un día especial (Cortometraje)        | Capitán Alfa   | Daniel Padró         |
| 2013 | Grieta en la oscuridad (Cortometraje) | Carlos Peñalba | Xavier Rull          |
| 2015 | Cómo sobrevivir a una despedida       | Rai            | Manuela Burló Moreno |
| 2015 | Los amores inconclusos                | Eduardo        | Frank Toro           |
| 2016 | Mar i cel                             | Saïd           | Trinitat Manzanares  |
| 2018 | Capa Negra                            | Agutzil        | Jaume Najarro        |
| 2018 | Hiperion (Cortometraje)               | Julio          | Rubén Jiménez Sanz   |
| 2019 | Lo dejo cuando quiera                 | Borja          | Carlos Therón        |
| 2021 | Fuimos canciones                      | Julián         | Juana Macías         |
| 2022 | Un novio para mi mujer                | Javier         | Laura Mañá           |

## Televisión
| Año         | Título               | Cadena   | Personaje               | Episodios     |
| ----------- | -------------------- | -------- | ----------------------- | ------------- |
| 2009        | Pelotas              | La 1     |                         | 1 episodio    |
| 2010 - 2011 | Águila Roja          | La 1     | Martín                  | 17 episodios  |
| 2010 - 2011 | Gavilanes            | Antena 3 | Óscar Reyes             | 25 episodios  |
| 2014        | Ciega a citas        | Cuatro   | Rosauro                 | 5 episodios   |
| 2015 - 2016 | Acacias 38           | La 1     | Germán de la Serna      | 220 episodios |
| 2017        | Servir y proteger    | La 1     | Jacobo Alonso           | 4 episodios   |
| 2021        | Cuéntame cómo pasó   | La 1     | Ezequiel                | 1 episodio    |
| 2022        | Machos alfa          | Netflix  | Guillermo               | 7 episodios   |
| 2023        | Amar es para siempre | Antena 3 | Mario Quevedo Santacruz | 2 episodios   |
| 2024        | La Moderna           | la 1     | Ballesteros             |               |

## Premios y nominaciones
2009
- Nominación a los Premios Gran Vía del Teatro Musical como Mejor joven revelación por Què, el nou musical.
- Ganador del Premi Teatremusical.cat por el papel de Robert en Company.[24]